# 저고리
저고리는 한복의 윗옷이다. 남녀 모두가 입는 옷이다. 크게 길, 소매, 깃, 섶, 동정, 고름 등으로 구성되어 있다. 위해, 복삼, 한삼 등이라고도 라고도 하였으며, 옛 문헌에는 유(襦)나 적구리, 져구리라는 표기도 확인된다.

## 고대와 중세
고구려의 벽화에 그려진 남자 저고리는 곧은 깃에 길이는 허리까지 오며, 소매는 좁은 편이었던 것으로 보인다. 허리띠로 저고리를 여몄는데 여미는 방향은 좌우 상관없이 각기 다른 방향으로 여몄던 것으로 보이며, 대부분은 앞에서 허리띠를 여몄던 것으로 보인다. 무용총의 무용도 그림에 나오는 저고리는 저고리 소매가 긴 특수한 형태도 존재했던 것을 보여주고 있다. 여자 저고리도 마찬가지로 저고리 길이가 허리까지 오고, 허리띠로 옷을 여몄던 것으로 보인다. 또한, 저고리의 깃과 여밈, 부리, 도련에 다른 색깔의 선을 둘렀는데, 주선과 부선을 둘러 이중선을 만들었으며, 선에는 봉황, 거북 등 다양한 문양을 넣어 꾸몄던 것으로 보인다고 추정했다.
백제의 저고리는 <양서(梁書)> 열전(列傳)의 복삼(復衫)에 의하면, 고구려의 저고리와 비슷한 모양일 것이라고 추정하고 있다. 장유(長襦)는 저고리와 포(두루마기) 사이의 중간 길이를 가지고 있으며, <주서> 열전 백제조에도 "부인의 의는 포와 유사하다."하여 장유에 대해 알려주고 있다고 했다.
신라에서는 저고리를 위해라고 불렀는데, 위해란 신라어로 '웃옷'이란 표음이었다. <당서(唐書)> 동이전 신라조에는 "부녀자는 장유(長襦)를 착용한다."라고 되어 있고, 전체적으로 고구려와 백제의 저고리와 같은 형태를 띠었다고 기록한 면을 봤을 때 신라에서도 고구려와 백제와 같은 장유(長襦)를 착용했던 것을 보인다 하였다.
삼국시대 저고리의 형태는 남북국시대와 고려시대까지도 이어져 전체적인 모양에는 큰 변화가 없었다.

## 조선시대
조선시대의 저고리는 오늘날의 저고리와 비슷한 형태를 갖추고 있다.
이 때 저고리의 종류는 구성요소의 형태에 따라 구별되었는데, 깃의 형태에 따라 목판깃저고리, 칼깃저고리, 당코깃저고리 등이 생기게 되었다. 또한, 봉제방법에 따라 물겹저고리, 깨끼저고리, 누비저고리가 있고 계절적 요인에 따라 홑저고리, 겹저고리, 솜저고리가 있으며 장식적 요인에 의해 반회장저고리, 삼회장저고리, 색동저고리, 까치저고리 등 다양한 형태의 저고리들이 존재했던 것으로 보인다.
또한, 저고리의 길이가 시간이 흐를 수록 짧아지기 시작했는데, 조선 말기에 그 절정을 이루게 되었다. 겨드랑이 밑이 약 1cm 정도로 살이 드러나게 될 정도였는데, 그마저도 없애는 경우가 있었다. 삼회장 저고리가 이 시대의 대표적인 유물인데, 이후에는 다시 저고리의 길이가 길어지게 되었다.

## 같이 보기
- 치마저고리
- 한복
- 두루마기